# Sinomicrurus sauteri
Sinomicrurus sauteri là một loài rắn trong họ Rắn hổ. Loài này được Steindachner mô tả khoa học đầu tiên năm 1913.